# Лауда, Матиас
Мати́ас Ла́уда (нем. Matias Lauda родился 30 января 1981 года в Зальцбурге) — потомственный австрийский автогонщик. Сын трёхкратного чемпиона Формулы-1 Ники Лауды и Марлен, также у него есть брат Лукас, который является его менеджером.

## Карьера

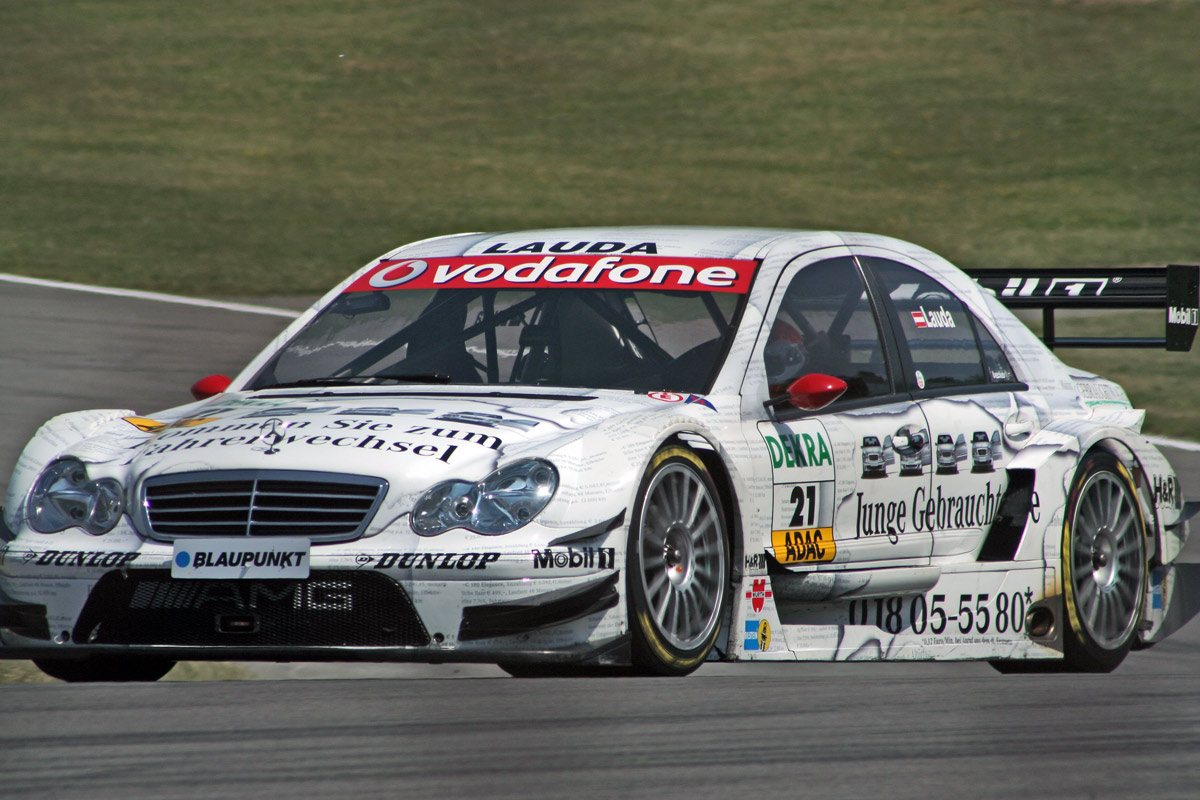
Лауда за рулём Mercedes-Benz (Persson Motorsport) в сезоне 2006 DTM.

Лауда родился, когда его отец временно ушёл из Формулы-1. В отличие от большинства пилотов, которые начинали свою карьеру с картинга, Лауда дебютировал в 2002 в Формула-Ниссан 2000. Он провёл две гонки в Немецкой Формуле VW и одну гонку в Испанской Формуле-3. Он перешёл в World Series Light в 2003 за команду Vergani после перейдя в 2004 в Евросерию 3000. Позднее в 2004 он перешёл в Формулу-3000, где полностью провёл сезон за команду Coloni Motorsport.
Лауда принял участие в сезоне 2005 GP2 за всю ту же команду Coloni, с бывшим пилотом Формулы-1 Джанмарией Бруни. Он был одним из нескольких участников сезона GP2, у кого был полный опыта сезон в Формуле-3000, но он оказался из них самым худшим. Также он представлял команду Австрии в сезоне 2005-06 А1 Гран-при.
Не добившись значимых успехов в сериях с открытыми колёсами, Лауда решил переключить своё внимание на гонки туринговых автомобилей. С 2006 он выступает в серии Deutsche Tourenwagen Masters вместе с Mercedes-Benz. Начиная с 2008 года также участвует в Speedcar Series.

## Результаты выступлений

### Результаты выступлений в Формуле-3000
| Легенда к таблице |                                                                    |
| --- | ------------------------------------------------------------------ |
| В таблице перечислены результаты всех гонок, в которых принимал участие гонщик. Строками таблицы являются сезоны, столбцами — этапы соревнований. В каждой клетке указаны сокращённое название этапа и результат, дополнительно обозначенный цветом. Расшифровка обозначений и цветов представлена в нижеследующей таблице. |                                                                    |
| \| Пример \| Описание \| \| ------------ \| ------------------------------------------------------------------ \| \| 1 \| Победитель \| \| 2 \| Второе место \| \| 3 \| Третье место \| \| 5 \| Финишировал, заработав очки \| \| Сход \| Не финишировал, но при этом заработал очки \| \| 12 \| Финишировал, не получив очков \| \| НКЛ \| Финишировал, но не попал в финальную классификацию \| \| 15 \| Участвовал вне зачёта, либо по отдельной классификации \| \| 18 \| Не финишировал, но попал в финальную классификацию \| \| Сход \| Не финишировал \| \| НКВ \| Не прошёл квалификацию \| \| НПКВ \| Не прошёл предквалификацию \| \| ДСК \| Дисквалифицирован \| \| ИСК \| Исключён из протокола соревнований \| \| ТТ \| Заявлен для участия только в тренировках \| \| НС \| Участвовал в квалификации, но не стартовал в гонке \| \| Т \| Травмирован или болен \| \| ОТК \| Отказ от участия \| \| НТР \| Прибыл на соревнования, но на трассу не выезжал \| \| НПР \| Был заявлен в числе участников, но не прибыл к началу соревнований \| \| О \| Соревнования отменены \| \| \| Не участвовал \| \| Поул-позиция \| \| \| Быстрый круг \| \| |                                                                    |
| Пример | Описание                                                           |
| 1 | Победитель                                                         |
| 2 | Второе место                                                       |
| 3 | Третье место                                                       |
| 5 | Финишировал, заработав очки                                        |
| Сход | Не финишировал, но при этом заработал очки                         |
| 12 | Финишировал, не получив очков                                      |
| НКЛ | Финишировал, но не попал в финальную классификацию                 |
| 15 | Участвовал вне зачёта, либо по отдельной классификации             |
| 18 | Не финишировал, но попал в финальную классификацию                 |
| Сход | Не финишировал                                                     |
| НКВ | Не прошёл квалификацию                                             |
| НПКВ | Не прошёл предквалификацию                                         |
| ДСК | Дисквалифицирован                                                  |
| ИСК | Исключён из протокола соревнований                                 |
| ТТ | Заявлен для участия только в тренировках                           |
| НС | Участвовал в квалификации, но не стартовал в гонке                 |
| Т | Травмирован или болен                                              |
| ОТК | Отказ от участия                                                   |
| НТР | Прибыл на соревнования, но на трассу не выезжал                    |
| НПР | Был заявлен в числе участников, но не прибыл к началу соревнований |
| О | Соревнования отменены                                              |
| | Не участвовал                                                      |
| Поул-позиция |                                                                    |
| Быстрый круг |                                                                    |

| Год  | Команда         | Шасси       | Двигатель     | Шины | 1      | 2     | 3        | 4      | 5        | 6      | 7        | 8        | 9      | 10    | Место | Очки |
| ---- | --------------- | ----------- | ------------- | ---- | ------ | ----- | -------- | ------ | -------- | ------ | -------- | -------- | ------ | ----- | ----- | ---- |
| 2004 | CMS Performance | Lola B02/50 | Zytek-Judd KV | A    | ИМО 12 | КАТ 7 | MON Сход | НЮР 10 | МАН Сход | СИЛ 13 | ХОК Сход | ВЕН Сход | СПА 14 | МНЦ 6 | 13    | 5    |

### Результаты выступлений в GP2
| Легенда к таблице |                                                                    |
| --- | ------------------------------------------------------------------ |
| В таблице перечислены результаты всех гонок, в которых принимал участие гонщик. Строками таблицы являются сезоны, столбцами — этапы соревнований. В каждой клетке указаны сокращённое название этапа и результат, дополнительно обозначенный цветом. Расшифровка обозначений и цветов представлена в нижеследующей таблице. |                                                                    |
| \| Пример \| Описание \| \| ------------ \| ------------------------------------------------------------------ \| \| 1 \| Победитель \| \| 2 \| Второе место \| \| 3 \| Третье место \| \| 5 \| Финишировал, заработав очки \| \| Сход \| Не финишировал, но при этом заработал очки \| \| 12 \| Финишировал, не получив очков \| \| НКЛ \| Финишировал, но не попал в финальную классификацию \| \| 15 \| Участвовал вне зачёта, либо по отдельной классификации \| \| 18 \| Не финишировал, но попал в финальную классификацию \| \| Сход \| Не финишировал \| \| НКВ \| Не прошёл квалификацию \| \| НПКВ \| Не прошёл предквалификацию \| \| ДСК \| Дисквалифицирован \| \| ИСК \| Исключён из протокола соревнований \| \| ТТ \| Заявлен для участия только в тренировках \| \| НС \| Участвовал в квалификации, но не стартовал в гонке \| \| Т \| Травмирован или болен \| \| ОТК \| Отказ от участия \| \| НТР \| Прибыл на соревнования, но на трассу не выезжал \| \| НПР \| Был заявлен в числе участников, но не прибыл к началу соревнований \| \| О \| Соревнования отменены \| \| \| Не участвовал \| \| Поул-позиция \| \| \| Быстрый круг \| \| |                                                                    |
| Пример | Описание                                                           |
| 1 | Победитель                                                         |
| 2 | Второе место                                                       |
| 3 | Третье место                                                       |
| 5 | Финишировал, заработав очки                                        |
| Сход | Не финишировал, но при этом заработал очки                         |
| 12 | Финишировал, не получив очков                                      |
| НКЛ | Финишировал, но не попал в финальную классификацию                 |
| 15 | Участвовал вне зачёта, либо по отдельной классификации             |
| 18 | Не финишировал, но попал в финальную классификацию                 |
| Сход | Не финишировал                                                     |
| НКВ | Не прошёл квалификацию                                             |
| НПКВ | Не прошёл предквалификацию                                         |
| ДСК | Дисквалифицирован                                                  |
| ИСК | Исключён из протокола соревнований                                 |
| ТТ | Заявлен для участия только в тренировках                           |
| НС | Участвовал в квалификации, но не стартовал в гонке                 |
| Т | Травмирован или болен                                              |
| ОТК | Отказ от участия                                                   |
| НТР | Прибыл на соревнования, но на трассу не выезжал                    |
| НПР | Был заявлен в числе участников, но не прибыл к началу соревнований |
| О | Соревнования отменены                                              |
| | Не участвовал                                                      |
| Поул-позиция |                                                                    |
| Быстрый круг |                                                                    |

| Год  | Команда           | 1        | 2          | 3          | 4        | 5       | 6        | 7          | 8        | 9        | 10       | 11       | 12       | 13       | 14         | 15       | 16       | 17       | 18       | 19       | 20      | 21       | 22       | 23       | ЛЗ | Очки |
| ---- | ----------------- | -------- | ---------- | ---------- | -------- | ------- | -------- | ---------- | -------- | -------- | -------- | -------- | -------- | -------- | ---------- | -------- | -------- | -------- | -------- | -------- | ------- | -------- | -------- | -------- | -- | ---- |
| 2005 | Coloni Motorsport | САН 1 12 | САН 2 Сход | ИСП 1 Сход | ИСП 2 13 | МОН 1 6 | ЕВР 1 10 | ЕВР 2 Сход | ФРА 1 16 | ФРА 2 15 | ВЕЛ 1 20 | ВЕЛ 2 15 | ГЕР 1 14 | ГЕР 2 21 | ВЕН 1 Сход | ВЕН 2 14 | ТУЦ 1 16 | ТУЦ 2 18 | ИТА 1 13 | ИТА 2 12 | БЕЛ 1 9 | БЕЛ 2 24 | БАХ 1 14 | БАХ 2 21 | 21 | 3    |

### Результаты выступлений в DTM
| Легенда к таблице |                                                                    |
| --- | ------------------------------------------------------------------ |
| В таблице перечислены результаты всех гонок, в которых принимал участие гонщик. Строками таблицы являются сезоны, столбцами — этапы соревнований. В каждой клетке указаны сокращённое название этапа и результат, дополнительно обозначенный цветом. Расшифровка обозначений и цветов представлена в нижеследующей таблице. |                                                                    |
| \| Пример \| Описание \| \| ------------ \| ------------------------------------------------------------------ \| \| 1 \| Победитель \| \| 2 \| Второе место \| \| 3 \| Третье место \| \| 5 \| Финишировал, заработав очки \| \| Сход \| Не финишировал, но при этом заработал очки \| \| 12 \| Финишировал, не получив очков \| \| НКЛ \| Финишировал, но не попал в финальную классификацию \| \| 15 \| Участвовал вне зачёта, либо по отдельной классификации \| \| 18 \| Не финишировал, но попал в финальную классификацию \| \| Сход \| Не финишировал \| \| НКВ \| Не прошёл квалификацию \| \| НПКВ \| Не прошёл предквалификацию \| \| ДСК \| Дисквалифицирован \| \| ИСК \| Исключён из протокола соревнований \| \| ТТ \| Заявлен для участия только в тренировках \| \| НС \| Участвовал в квалификации, но не стартовал в гонке \| \| Т \| Травмирован или болен \| \| ОТК \| Отказ от участия \| \| НТР \| Прибыл на соревнования, но на трассу не выезжал \| \| НПР \| Был заявлен в числе участников, но не прибыл к началу соревнований \| \| О \| Соревнования отменены \| \| \| Не участвовал \| \| Поул-позиция \| \| \| Быстрый круг \| \| |                                                                    |
| Пример | Описание                                                           |
| 1 | Победитель                                                         |
| 2 | Второе место                                                       |
| 3 | Третье место                                                       |
| 5 | Финишировал, заработав очки                                        |
| Сход | Не финишировал, но при этом заработал очки                         |
| 12 | Финишировал, не получив очков                                      |
| НКЛ | Финишировал, но не попал в финальную классификацию                 |
| 15 | Участвовал вне зачёта, либо по отдельной классификации             |
| 18 | Не финишировал, но попал в финальную классификацию                 |
| Сход | Не финишировал                                                     |
| НКВ | Не прошёл квалификацию                                             |
| НПКВ | Не прошёл предквалификацию                                         |
| ДСК | Дисквалифицирован                                                  |
| ИСК | Исключён из протокола соревнований                                 |
| ТТ | Заявлен для участия только в тренировках                           |
| НС | Участвовал в квалификации, но не стартовал в гонке                 |
| Т | Травмирован или болен                                              |
| ОТК | Отказ от участия                                                   |
| НТР | Прибыл на соревнования, но на трассу не выезжал                    |
| НПР | Был заявлен в числе участников, но не прибыл к началу соревнований |
| О | Соревнования отменены                                              |
| | Не участвовал                                                      |
| Поул-позиция |                                                                    |
| Быстрый круг |                                                                    |

| Год  | Команда  | 1       | 2      | 3      | 4      | 5       | 6      | 7      | 8      | 9       | 10      | 11       | Место | Очки |
| ---- | -------- | ------- | ------ | ------ | ------ | ------- | ------ | ------ | ------ | ------- | ------- | -------- | ----- | ---- |
| 2006 | Mercedes | ХОК1 11 | ЛАУ 14 | ОШЕ 16 | БРХ 15 | НОР Ret | НЮР 13 | ЗАН 15 | КАТ 13 | БУГ Ret | ХОК2 10 |          | 17    | 0    |
| 2007 | Mercedes | ХОК1 13 | ОШЕ 13 | ЛАУ 7  | БРХ 12 | НОР 11  | МУД 12 | ЗАН 15 | НЮР 11 | КАТ 6   | ХОК2 11 |          | 15    | 4    |
| 2008 | Mercedes | ХОК1 15 | ОШЕ 13 | МУД 16 | ЛАУ 12 | НОР 8   | ЗАН 13 | НЮР 10 | БРХ 16 | КАТ Ret | БУГ 15  | ХОК2 Ret | 15    | 1    |
| 2009 | Mercedes | ХОК1 10 | ЛАУ 9  | НОР    | ЗАН    | ОШЕ     | НЮР    | БРХ    | КАТ    | ДИЖ     | ХОК2    |          | 12    | 0    |